# Jarnołtów (Opole)
Pour les articles homonymes, voir Jarnołtów.
Jarnołtów est une localité polonaise de la voïvodie d'Opole et du powiat de Nysa.